# Мельник Анатолій Іванович (науковець і політик)
Анатолій Іванович Мельник (2 лютого 1953, с. Троянів Житомирського району Житомирської області — 26 листопада 2021, м. Чернігів) — український науковець і політичний діяч, голова Чернігівської обласної ради (з 19 листопада 2010 по 22 лютого 2014 року).
Кандидат історичних наук (1990). Доктор філософських наук (2009). Заслужений працівник освіти України (2013). Досліджував проблеми соціальної філософії та філософії історії.

## Біографія
- 1975 — закінчив Курганське вище військово-політичне авіаційне училище[ru].
- 1986 — закінчив Військово-політичну академію ім. Леніна[ru] (Москва).
- 1971—1995 — проходив службу в Збройних силах СРСР і України.
- 1995—1997 — декан економічного факультету Чернігівського державного інституту економіки та управління.
- 1997—2000 — заступник голови Чернігівської обласної державної адміністрації.
- 2000—2010 — проректор, перший проректор Чернігівського державного інституту економіки та управління.
- 19 листопада 2010 — 22 лютого 2014 — голова Чернігівської обласної ради.
- 2014—2017 — професор кафедри гуманітарних дисциплін Чернігівського національного технологічного університету.—
- 2017—2021 — професор Національного університету «Чернігівський колегіум» імені Т. Г. Шевченка.
- 1990—1994—депутат Чернігівської обласної ради 1-го скликання.
- 2003 — голова Окружної виборчої комісії на проміжних виборах народного депутата України 8 червня 2003 року про виборчому округу № 206 від Партії Всеукраїнське об'єднання лівих "Справедливість".
- 2006—2015 —депутат Чернігівської обласної ради 5-6-го скликань від Партії регіонів.
- 2015—2020 — депутат Чернігівської обласної ради 7-го скликання від політичної партії "Опозиційний блок".

Помер 26 листопада 2021 року від ускладнень після COVID-19.